# Сільський округ імені Івана Курманова
Сільський округ імені Івана Курма́нова (каз. Иван Құрманов ат. ауылдық округі, рос. Сельский округ имени Ивана Курманова) — адміністративна одиниця у складі Хобдинського району Актюбінської області Казахстану. Адміністративний центр — село Бегали.
Населення — 625 осіб (2021; 649 у 2009, 841 у 1999, 1172 у 1989).
Станом на 1989 рік існувала Бегалинська сільська рада (села Абдибулак ферма совхоза, Бегали, Кизилту). Пізніше село Абдибулак було передано до складу Сарбулацького сільського округу.

## Склад
До складу округу входять такі населені пункти:
| Населений пункт   | Колишні назви | Населення, осіб (1989) | Населення, осіб (1999) | Населення, осіб (2009) | Населення, осіб (2021) |
| ----------------- | ------------- | ---------------------- | ---------------------- | ---------------------- | ---------------------- |
| Бегали, село      | -             | 799                    | 622                    | 466                    | 299                    |
| Єгіндібулак, село | Кизилту       | 373                    | 219                    | 183                    | 326                    |